# Andrea Lee
Andrea Lee (Atlanta, 11 de fevereiro de 1989) é uma lutadora de artes marciais mistas e kickboxing estadunidense, que atualmente compete na categoria peso-mosca-feminino. Atualmente, ela possui contrato com o UFC.

## Carreira no MMA

### Invicta FC & Legacy Fighting
A primeira adversária de Andrea Lee na sua estreia no Invicta FC foi Shannon Sinn, luta em que Lee venceu por decisão unânime. A próxima adversária de Andrea foi a mais experiente Roxanne Modafferi, que a derrotou em uma decisão dividida. Lee se recuperou ao derrotar Rachael Ostovich, no Invicta FC 14: Evinger vs. Kianzad, por finalização (chave de braço) nos segundos finais da luta. Lee, então, lutou no Legacy FC, onde derrotou Ariel Beck, tornando-se a Campeã Peso-Mosca-Feminino do Legacy FC. Em 2016, Lee lutou novamente no Invicta, onde foi finalizada por Sarah D'Alelio. Depois, ela recebeu uma suspensão de nove meses, devido a um exame antidoping positivo para um diurético.
Lee retornou ao Invicta no início de 2017, com uma rápida vitória sobre Jenny Liou. No mês seguinte, ela derrotou Heather Bassett, tornando-se a Campeã Peso-Mosca Inaugural do LFA. Lee seguiu com uma vitória sobre Liz Tracy no Invicta, e uma defesa bem-sucedida do título do LFA sobre Jamie Thorton, em sua quarta luta do ano.

### Ultimate Fighting Championship
Em setembro de 2017, Lee assinou com o UFC, inicialmente para fazer sua estreia na promoção apenas duas semanas após sua última luta. Ela enfrentaria Kalindra Faria, no UFC 216, mas poucas horas após o anúncio, ela foi retirada do card devido a uma cláusula na Política Antidoping do UFC, que exige que os lutadores com violações prévias cumpram um período de 6 meses no banco de testes antes de competir novamente.
Lee enfrentou Veronica Macedo, em 19 de maio de 2018, no UFC Fight Night: Maia vs. Usman. Ela ganhou a luta por decisão unânime. Esta vitória lhe rendeu o bônus de Luta da Noite.

## Campeonatos e realizações

### Artes marciais mistas
- Ultimate Fighting Championship
  - Luta da Noite (Uma Vez) vs. Veronica Macedo[13]
- Legacy FC
  - 2017 - Uma defesa do Cinturão Peso-Mosca-Feminino do LFA
  - 2017 - Campeã Peso-Mosca-Feminino do LFA (inaugural)
  - 2016 - Campeã Peso-Mosca-Feminino Profissional do Legacy FC (inaugural)
  - 2014 – Campeã Peso-Mosca-Feminino Amadora do Legacy FC (inaugural)
- Ascend Combat
- 2013 – Campeã Peso-Mosca-Feminino Amadora do Ascend Combat (2 defesas)

### Kickboxing
- 2014 – Campeã Peso-Pena Amadora de Muay Thai do IKF
- 2014 – Campeã Peso-Aberto Amadora de Muay Thai
- 2014 – Campeã Norte-Americana Amadora de Kickboxing do WKA[14]
- 2014 – Campeã Norte-Americana Amadora de Muay Thai do WKA
- 2013 – Campeã Amadora de Muay Thai do IKF

### Boxe
- 2013 – Campeã Amadora Nacional do Golden Gloves
- 2013 – Campeã do Estado de Luisiana do Golden Gloves
- 2010 – Campeã do Estado de Luisiana do Golden Gloves[5]

## Vida pessoal
A alcunha de Lee, KGB (nome da antiga principal organização de serviços secretos da União Soviética), foi dada pelo seu treinador, pois ele achava que ela parecia com um russo. Em uma ocasião, no Campeonato Mundial de Muay Thai, onde Lee garantiu uma vitória, toda a equipe russa se aproximou dela para tirar fotos devido ao patch "KGB" em seus calções de banho.

## Cartel no MMA
| Cartel no MMA   |             |            |
| 18 lutas        | 13 vitórias | 5 derrotas |
| Por nocaute     | 3           | 0          |
| Por finalização | 5           | 1          |
| Por decisão     | 5           | 4          |

| Res.    | Cartel | Oponente            | Método                                     | Evento                                     | Data       | Round | Tempo | Local                       | Notas                                                                |
| ------- | ------ | ------------------- | ------------------------------------------ | ------------------------------------------ | ---------- | ----- | ----- | --------------------------- | -------------------------------------------------------------------- |
| Vitória | 13-5   | Cynthia Calvillo    | Nocaute Técnico (desistência)              | UFC Fight Night: Holloway vs. Rodriguez    | 13/11/2021 | 2     | 5:00  | Las Vegas, Nevada           | Performance da Noite.                                                |
| Vitória | 12-5   | Antonina Shevchenko | Finalização (triângulo com chave de braço) | UFC 262: Oliveira vs. Chandler             | 15/05/2021 | 2     | 4:52  | Houston, Texas              |                                                                      |
| Derrota | 11-5   | Roxanne Modafferi   | Decisão (unânime)                          | UFC Fight Night: Waterson vs. Hill         | 12/09/2020 | 3     | 5:00  | Las Vegas, Nevada           |                                                                      |
| Derrota | 11-4   | Lauren Murphy       | Decisão (dividida)                         | UFC 247: Jones vs. Reyes                   | 08/02/2020 | 3     | 5:00  | Houston, Texas              |                                                                      |
| Derrota | 11-3   | Joanne Calderwood   | Decisão (dividida)                         | UFC 242: Khabib vs. Poirier                | 07/09/2019 | 3     | 5:00  | Abu Dhabi                   |                                                                      |
| Vitória | 11-2   | Montana De La Rosa  | Decisão (unânime)                          | UFC Fight Night: Moicano vs. Korean Zombie | 22/06/2019 | 3     | 5:00  | Greenville, Carolina do Sul |                                                                      |
| Vitória | 10-2   | Ashlee Evans-Smith  | Decisão (unânime)                          | UFC on ESPN: Ngannou vs. Velasquez         | 17/02/2019 | 3     | 5:00  | Phoenix, Arizona            |                                                                      |
| Vitória | 9-2    | Veronica Macedo     | Decisão (unânime)                          | UFC Fight Night: Maia vs. Usman            | 19/05/2018 | 3     | 5:00  | Santiago                    | Luta da Noite.                                                       |
| Vitória | 8-2    | Jamie Thorton       | Finalização (kimura)                       | Legacy Fighting Alliance 23                | 22/09/2017 | 2     | 2:54  | Bossier City, Louisiana     | Defendeu o Cinturão Peso-Mosca-Feminino do LFA.                      |
| Vitória | 7-2    | Liz Tracy           | Decisão (dividida)                         | Invicta FC 23: Porto vs. Niedźwiedź        | 20/05/2017 | 3     | 5:00  | Kansas City, Missouri       |                                                                      |
| Vitória | 6-2    | Heather Bassett     | Finalização (chave de braço)               | Legacy Fighting Alliance 4                 | 17/02/2017 | 3     | 3:40  | Bossier City, Louisiana     | Ganhou o Cinturão Peso-Mosca-Feminino Inaugural do LFA.              |
| Vitória | 5-2    | Jenny Liou          | Nocaute (socos)                            | Invicta FC 21: Anderson vs. Tweet          | 14/01/2017 | 1     | 1:14  | Kansas City, Missouri       |                                                                      |
| Derrota | 4-2    | Sarah D'Alelio      | Finalização (mata leão)                    | Invicta FC 16: Hamasaki vs. Brown          | 11/03/2016 | 3     | 4:21  | Las Vegas, Nevada           | Lee testou positivo para um diurético proibido em um teste pré-luta. |
| Vitória | 4-1    | Ariel Beck          | Finalização (chave de braço)               | Legacy FC 49                               | 04/12/2015 | 3     | 4:22  | Bossier City, Louisiana     | Ganhou o Cinturão Peso-Mosca-Feminino Vago do Legacy FC.             |
| Vitória | 3-1    | Rachael Ostovich    | Finalização Verbal (chave de braço)        | Invicta FC 14: Evinger vs. Kianzad         | 12/09/2015 | 3     | 4:58  | Kansas City, Missouri       |                                                                      |
| Derrota | 2-1    | Roxanne Modafferi   | Decisão (dividida)                         | Invicta FC 10: Waterson vs. Tiburcio       | 05/12/2014 | 3     | 5:00  | Houston, Texas              |                                                                      |
| Vitória | 2-0    | Shannon Sinn        | Decisão (unânime)                          | Invicta FC 9: Honchak vs. Hashi            | 01/11/2014 | 3     | 5:00  | Davenport, Iowa             |                                                                      |
| Vitória | 1-0    | Kim Colbert         | Nocaute Técnico (interrupção médica)       | GFA 27: The Stage                          | 19/09/2014 | 1     | 0:10  | Louisiana                   | Estreia no peso-mosca.                                               |